# Amélia Bittencourt
Amélia Bittencourt (Criciúma, 27 de setembro de 1938 – Porto Alegre, 21 de fevereiro de 2025) foi uma atriz brasileira.
Amélia iniciou sua carreira em 1957 no teatro. Participou da Companhia de Teatro de Cacilda Becker e do Grupo Tapa. Na década de 1980 e 1990 foi produtora da TV Educativa de Porto Alegre. É viúva do ator Marcello Bittencourt. Tem quatro filhos e três netos.
Amélia faleceu na sexta feira dia 21 de fevereiro de 2025 aos 86 anos, de acordo com a família, ela estava em casa quando foi vítima de um ataque fulminante do coração.

## Trabalhos

### Televisão
| Ano  | Título                    | Personagem            | Nota                                  |
| ---- | ------------------------- | --------------------- | ------------------------------------- |
| 2017 | Filhos da Pátria          | Dona Genú             |                                       |
| 2017 | A Vida Secreta dos Casais | Lena                  | 2 episódios                           |
| 2016 | Haja Coração              | Tia Nazira Abdala     |                                       |
| 2016 | Velho Chico               | Guiomar               |                                       |
| 2015 | Verdades Secretas         | Leda                  |                                       |
| 2014 | O Negócio                 | Idosa                 | Episódio: "Marca Registrada"          |
| 2014 | Psi                       | Angêla                | Episódio: "Acreditar no Além"         |
| 2013 | Carrossel                 | Dona Amélia Veider    |                                       |
| 2013 | Beleza S/A                | Latifa Farah          | Episódio: "Você Não Combina com Você" |
| 2012 | Avenida Brasil            | Elvira                |                                       |
| 2011 | Morando Sozinho           | Dona Gardênia         |                                       |
| 2009 | Força Tarefa              | Senhora               | Episódio: "Apartamento 124"           |
| 2009 | Caminho das Índias        | Viúva que acolhe Maya |                                       |
| 2008 | Negócio da China          | Clarice               |                                       |
| 2002 | Desejos de Mulher         | Mercedes Miranda      |                                       |
| 1998 | Meu Bem Querer            | Ruth                  |                                       |
| 1998 | Mulher                    | Sílvia Veloso         | Episódio: "Desejos Incontroláveis"    |
| 1997 | A Indomada                | Veneranda Faruk       |                                       |
| 1995 | Sangue do Meu Sangue      | —                     |                                       |
| 1993 | Retrato de Mulher         | Carmem                | Episódio: "Era Uma Vez... Zezé"       |
| 1985 | A Guerra dos Farrapos     | Caetana               |                                       |
| 1965 | Pedra Redonda, 39         | —                     |                                       |
| 1959 | Grande Teatro Tupi        | —                     | Episódio: "O Chapéu Cheio de Chuva"   |

### Cinema
| Ano  | Título                        | Personagem               |
| ---- | ----------------------------- | ------------------------ |
| 2022 | Incompatível                  | Tia Lurdinha             |
| 2021 | Quem Vai Ficar com Mário?     | Helena Brüderlich        |
| 2019 | Selma Depois da Chuva         | Mãe                      |
| 2019 | Divaldo: O Mensageiro da Paz  | Edwirges                 |
| 2017 | Mulher do Pai                 | Olga                     |
| 2016 | Um Namorado para Minha Mulher | Senhora no Antiquário    |
| 2016 | Cães Famintos                 | Mãe de Ronaldo           |
| 2015 | Operações Especiais           | Dona Ermenilda           |
| 2014 | O Segredo da Família Urso     | Dona Solange             |
| 2014 | A Despedida                   | Alzira                   |
| 2013 | O Tempo Que Leva              | Vera                     |
| 2012 | Colega                        | Dona Esmeralda           |
| 2011 | Qual Queijo Você Quer?        | Margarete                |
| 2010 | Nosso Lar                     | Judite                   |
| 2010 | O Rio e Eu                    | Carmen                   |
| 2008 | Os Desafinados                | Senhora                  |
| 2007 | Chega de Saudade              | Empresária               |
| 1986 | Quero Ser Feliz               | —                        |
| 1978 | Meu Pobre Coração de Luto     | Silvia                   |
| 1970 | Um é Pouco, Dois é Bom        | —                        |
| 1967 | Coração de Luto               | Ledurina Mateus Teixeira |
| 1960 | Zé do Periquito               | Carmem                   |

## Teatro[8]
- Num Lago Dourado (2018)[9]
- Cora Coralina, Removendo Pedras e Plantando Flores (2014)
- Maria Stuart (2009, 2012)
- A Arte de Escutar (2008)
- Marido de Mulher Feia Tem Raiva de Feriado (2006)[10]
- A Moratória (2001)
- Bonitinha, mas Ordinária (2000)
- Vestido de Noiva (1994)
- No Melhor da Festa (1994)
- Fragmentos do Teatro Brasileiro (1994)
- A Casa atrás das Dunas (1969)
- Paris 1900 (1965)
- Um Gosto de Mel (1960)
- O Pagador de Promessas (1960)
- A Semente (1960)
- Um Panorama Visto da Ponte (1960)
- Romanoff & Julieta (1960)
- Quando se Morre de Amor (1959, 1960)
- Patate (1959)
- Egmont (1958)